# 뷰티 잇 수다
뷰티 잇 수다는 헬스메디tv(現 헬스메디)에서 2015년 11월 7일, 2015년 11월 28일, 2016년 1월 29일, 2016년 2월 12일, 2016년 3월 4일에 5회 분량으로 방송했던 뷰티·건강 토크 쇼 프로그램이다.

## MC
- 강나영

## 자문의 패널
- 최보윤 가정의학과 전문의, 윤정혜 산부인과 전문의

## 회차 목록
- 1회 : 다이어트 시술

방송일 : 2015년 11월 7일
- 2회 : 자궁경부암

방송일 : 2015년 11월 28일
- 3회 : 레이저 시술

방송일 : 2016년 1월 29일
- 4회 : 진피 레이저 시술

방송일 : 2016년 2월 12일
- 5회 : 나에게 맞는 피임법

방송일 : 2016년 3월 4일